# Тихвинский, Владимир Наумович
Влади́мир Нау́мович Ти́хвинский (30 ноября 1924, Харьков, Украинская ССР —  14 декабря 1988, Москва) — русский советский писатель, драматург.

## Биография
Окончил Харьковский государственный театральный институт (1951). Участник Великой Отечественной войны с 1944 года, воевал в зенитно-артиллерийском дивизионе в звании младшего сержанта. Награждён орденом и медалями. Член Союза писателей СССР (1983).
Автор юмористических рассказов, скетчей, сценок, неоднократно звучавших с эстрады в исполнении Аркадия Райкина, Зиновия Высоковского и других артистов. 

## Произведения

### Проза
- Минуты на размышления…: Рассказы об артистах на войне. — М., 1978.
- Плоский купол: Книга сатирических и юмористических рассказов, басен, фельетонов, монологов и диалогов. — М., 1967. (в соавторстве с М. Я. Азовым)
- Свет на горе: Повесть. — М., 1983.
- Точка над «И»: Басни с прописными моралями. — М., 1966.
- Цыганский роман: Трилогия. — М., 1989.

### Драматургия
- Кошка, которая любила летать: Пьеса для театра кукол. — М., 1972. (в соавторстве с М. Я. Азовым)
- Красная птица: Пьеса-пантомима для театров кукол. — М., 1973. (в соавторстве с М. Я. Азовым)
- Кто он? — М., 1965. (в соавторстве с М. Я. Азовым)
- Лямидинта: Пьеса. — М., 1968. (в соавторстве с М. Я. Азовым)
- Сыщики-разбойники, или Машка-неваляшка: Пьеса-игра для детей на два кона. — М., 1968. (в соавторстве с М. Я. Азовым)